# Uschaiqir
Uschaiqir (auch Uschaiger und Ushaiqir; arabisch أشيقر, DMG Ušaiqir) ist ein Dorf etwa 5 km nordwestlich von Schaqrāʾ in Saudi-Arabien. Es liegt 200 km nordwestlich von Riad in der Ebene al-Waschim, die zum Hochland Nadschd gehört. Die Fläche des Dorfes beträgt nur vier km². Das von einer Mauer und Türmen umgebene Dorf umfasst 400 Häuser, 25 Moscheen, 30 Türme, 600 Obstgärten und 80 zum Teil Jahrhunderte alte Brunnen. Zahlreiche Gebäude im historischen Ortskern sind in traditioneller Lehmbauweise erhalten. Der Ort war eine Station für Pilger aus Kuwait, Irak und Iran. Am Ort befindet sich ein Museum über die Ortsgeschichte. Medien berichteten 2016 unter Berufung auf eine Verlautbarung einer Regierungskommission in der Saudi Gazette, dass zur Pflege und Förderung kultureller Stätten in Saudi-Arabien ein Förderprogramm in Höhe von 10,4 Milliarden Saudi-Riyal aufgelegt werden solle. Im Zusammenhang mit dem Programm wurden historische Gebäude in Uschaiqir als Denkmäler registriert.

## Geschichte
Im 16. und 17. Jahrhundert war Uschaiqir ein bedeutendes religiöses Zentrum, das zahlreiche ʿUlamā' hervorbrachte. Im 17. Jahrhundert wurden dort 18 ʿUlamā' geboren, 14 weitere nahmen dort ihren Wohnsitz. Die Sippe al-Muscharraf, deren bekanntestes Mitglied Muhammad ibn ʿAbd al-Wahhāb war, stammte aus Uschaiqir. Als der Ort 1766 unter saudisch-wahhabitische Kontrolle geriet, schwand seine Bedeutung. Gegner der wahhabitischen Denkschule verließen bis 1800 den Ort. Die Bedeutung des Nachbarorts Schaqrāʾ stieg.
Im Juli 2017 erlangte Uschaiqir weltweite Bekanntheit, nachdem im Internet ein Videoclip einer Frau mit dem Pseudonym Model Khulood aufgetaucht war, die sich unter massivem Verstoß gegen die für Frauen gültigen Bekleidungsvorschriften im Ort bewegte und dabei filmen ließ. Das Video und die Wahl des Ortes im Kernland des Wahhabismus wurden als bewusster Protest gegen die in Saudi-Arabien gültigen Bekleidungsvorschriften wahrgenommen und führten zu kontroversen Diskussionen in den dort weit verbreiteten sozialen Medien.